# Sophie Hyde
Pour les articles homonymes, voir Hyde.
Sophie Hyde est une réalisatrice, scénariste et productrice australienne basée à Adélaïde, en Australie-Méridionale.
Elle est cofondatrice de Closer Productions et est connue pour son premier film de fiction primé, 52 Tuesdays (2013), la comédie dramatique Animals (2019) et plusieurs documentaires et séries télévisées tels que The Hunting.

## Biographie
Adolescente, Sophie Hyde commence à apprendre le métier d'actrice au Unley Youth Theatre (plus tard Urban Myth et actuellement SAYarts), où elle rencontre certains de ses futurs collègues. Elle étudie ensuite le cinéma à l'Université Flinders d'Adélaïde et poursuit ses études à l'Université de La Trobe de Melbourne, où elle obtient un baccalauréat ès arts en 1988,,.
De retour à Adélaïde grâce au financement fourni pour faire un film sur les toilettes des femmes, en 2005, elle rencontre à nouveau son désormais partenaire Bryan Mason, monteur et directeur de la photographie. Depuis lors, ils partagent une relation à la fois personnelle et professionnelle, travaillant tous deux pour leur entreprise Closer Productions dans la banlieue d'Adélaïde et élevant leur enfant Audrey Mason-Hyde,.
Hyde et Mason commencent à faire des vidéos pour des boîtes de nuit et des spectacles de danse, puis se tournent vers des films documentaires. Après s'être liés d'amitié avec la chorégraphe et danseuse Tanja Liedtke, ils commencent la réalisation d'un documentaire sur cette artiste. Après la mort prématurée de Tanja Liedtke dans un accident de la circulation à Sydney en 2007, ils terminent le film et le nomment Life in Movement, qui est consacré meilleur travail aux Ruby Awards 2011, remporte le Foxtel Australian Documentary Prize 2011 et remporte plusieurs nominations à l'AACTA (Australian Academy of Cinema and Television Arts Awards), pour la réalisation et pour le meilleur long métrage documentaire,.
En 2018, Hyde réalise à Dublin Animals, basé sur le roman du même nom d'Emma Jane Unsworth. Il s'agit de son premier long métrage tourné à l'étranger et est projeté dans la catégorie Premières au Festival du film de Sundance 2019 et aussi en tant qu'événement "pop-up" du Festival du film d'Adélaïde,.
En janvier 2019, il est annoncé qu'une mini-série dramatique intitulée The Hunting serait projetée plus tard dans l'année sur SBS TV, produite et réalisée par Hyde et mettant en vedette Richard Roxburgh, Asher Keddie, Pamela Rabe, Sam Reid, Jessica De Gouw, Elena Carapetis et Sachin Joab.
In My Blood It Runs, réalisé par la réalisatrice de Gayby Baby, Maya Newell, produit par Hyde, Rachel Nanninaaq Edwardson, Larissa Behrendt et Maya Newell et réalisé en collaboration avec des personnes des peuples Arrernte et Garrwa dans le Territoire du Nord, connait sa première mondiale au Hot Docs Canadian Festival international du documentaire à Toronto en avril/mai 2019. Il suit l'histoire de Dujuan Hoosan, 10 ans, guérisseur et chasseur, alors que sa famille essaie de lui donner une éducation Arrernte aux côtés du système éducatif occidental.
Sophie Hyde commence à travailler comme réalisateur indépendant international en 2021. Elle réalise le film comique Mes rendez-vous avec Leo (Good Luck to You, Leo Grande, 2022), mettant en vedette Emma Thompson. Créé, écrit et produit par Debbie Gray de Genesius Pictures, le film est entré en production à Londres au début de l'année 2021,,.

## Filmographie

### Productrice

#### Cinéma
- 2005 : Ok, Let's Talk About Me, court documentaire[12]
- 2006 : The Road to Wallaroo, courte biographie documentaire[13]
- 2007 : My Last Ten Hours with you, court métrage[14]
- 2009 : Necessary Games, court[15]
- 2010 : Éléphantiasis, court métrage[16],[17]
- 2011 : Life in Movement, documentaire[18]
- 2011 : Tais-toi petit homme ! - Une mésaventure audio, documentaire de Matthew Bate)[19]
- 2014 : 52 Tuesdays[20],[21]
- 2015 : Time Machine de Sam Klemke, long métrage documentaire de Matthew Bate)[22]
- 2015 : Mon meilleur ami est coincé au plafond, court métrage de Matt Vesely)[23],[24]
- 2019 : Animals[25]
- 2019 : In My Blood It Runs (anciennement Kids ), documentaire de Maya Newell et autres[26]
- 2022 : Mes rendez-vous avec Leo (Good Luck to You, Leo Grande)

#### Télévision
- 2017 : Fucking Adelaide[27],[28],[29]
- 2019 : The Hunting[7]

### Réalisatrice

#### Cinéma
- 2005 : Ok, Let's Talk About Me, court documentaire[12]
- 2006 : The Road to Wallaroo, courte biographie documentaire[13]
- 2009 : Necessary Games, court avec Kat Worth[15]
- 2010 : Éléphantiasis, court métrage[16],[17]
- 2011 : Life in Movement, documentaire[18]
- 2014 : 52 Tuesdays[20],[21]
- 2019 : Animals[25]
- 2022 : Mes rendez-vous avec Leo (Good Luck to You, Leo Grande)
- 2025 : Jimpa

#### Télévision
- 2017 : Fucking Adelaide[27],[29]
- 2019 : The Hunting[7]

### Scénariste

#### Cinéma
- 2011 : Life in Movement, documentaire[18]
- 2014 : 52 Tuesdays, avec Matthew Cormack[20],[21]

## Prix
- Nombreuses nominations et récompenses pour 52 Tuesdays[30]
- Melbourne International Film Festival 2009 — Meilleur court métrage expérimental — Gagnant (avec Kat Worth) — Necessary Games
- AACTA Awards 2012 — Meilleur long métrage documentaire — Nommé (partagé avec Bryan Mason) — Life in Movement (2011)
- AACTA Awards 2012 — Meilleur long métrage documentaire — Nommé (partagé avec Matthew Bate) — Shut Up Little Man! Une mésaventure audio (2011)
- AACTA Awards 2012 — Meilleure réalisation dans un documentaire — Nommé (partagé avec Bryan Mason) — Life in Movement (2011)
- Screen Producers Australia (SPA) Awards 2018 - Production de série en ligne de l'année - Gagnant (Closer Productions) - Fucking Adelaide (2017)[31]